# 尾形雅宏
尾形 雅宏（おがた まさひろ、1972年5月5日 - ）は、日本の男性声優。千葉県出身。元氣プロジェクトを経て悟空に所属。

## 出演
太字はメインキャラクター。

### テレビアニメ
1998年
- サイレントメビウス（ディロス）
- SHADOW SKILL -影技-（バル、男2、染物職人、見張り兵）
- 南海奇皇（上水流 他）
- 魔法のステージ ファンシーララ（エンジニア、司会者 他）

1999年
- エデンズボゥイ（ベルナール、ならず者、サイドカーの兵）
- パワーストーン（レフリー、玉四郎、通行人、忍者、武闘家 他）
- Bビーダマン爆外伝V（アナウンサーボンA）
- レレレの天才バカボン（アナウンサー、ミツオ、警官）

2000年
- 日本一の男の魂
- 人造人間キカイダー THE ANIMATION（グリーンマンティス、男、刑事、部下）

2002年
- 藍より青し（内田くん）
- 電光超特急ヒカリアン（特車隊イーワンスナイパー、南海ラピート）

2003年
- WOLF'S RAIN（セド、男1）

2004年
- 攻殻機動隊 S.A.C. 2nd GIG（アズマ）

2006年
- 攻殻機動隊 STAND ALONE COMPLEX Solid State Society（アズマ）

2008年
- ゴルゴ13（保安官B）

2010年
- ケロロ軍曹（男子生徒）

2013年
- 探検ドリランド -1000年の真宝-（ハニワ王）

2017年
- ONE PIECE（2017年 - 2023年、老人コック、福ロクジュ）

### 劇場アニメ
- エスカフローネ（2000年、カッツ）
- 人狼 JIN-ROH（2000年）
- オオカミくんはピアニスト（2007年、カモメさん）
- 劇場版 マジンガーZ / INFINITY（2018年、袋小路）

### OVA
- ジオブリーダーズ（1998年、タキ）
- サクラ大戦 轟華絢爛（1999年、冬彦）

### Webアニメ
- 幕末機関説 いろはにほへと（2006年、鴉丸九郎太）

### ゲーム
- 薔薇ノ木ニ薔薇ノ花咲ク（2003年、鹿之浦誠司）
- SDガンダム GGENERATION SPIRITS（2007年）
- 蒼天の彼方（2009年、洪謙）
- アルファディア ジェネシス2（2014年、テオドール教皇[3]）
- 東京放課後サモナーズ（2016年、エイタ、バティム、モトスミ、フェンリル、ヴォルフ・フセスラフ、ホロケウカムイ）
- ライブ・ア・ヒーロー!（2020年、イサリビ、ヴィクトム[4]）

### テレビ番組
- おかあさんといっしょ モノランモノラン

### 特撮
- 幻星神ジャスティライザー（2004年、サイバーナイト・ガンデロンの声）

### 舞台
- グワィニャオン朗読的公演「奇譚 地獄たられば」（2025年〈予定〉[5]）